# Volcán Telcampana
Volcán Telcampana är en vulkan i Mexiko.   Den ligger i delstaten Jalisco, i den södra delen av landet, 500 km väster om huvudstaden Mexico City. Toppen på Volcán Telcampana är 1 455 meter över havet, eller 110 meter över den omgivande terrängen. Bredden vid basen är 0,96 kilometer.
Terrängen runt Volcán Telcampana är kuperad, och sluttar västerut. Runt Volcán Telcampana är det ganska glesbefolkat, med 23 invånare per kvadratkilometer. Närmaste större samhälle är Tolimán, 16,9 km sydväst om Volcán Telcampana. Trakten runt Volcán Telcampana består till största delen av jordbruksmark.